# 徐煥昇
徐煥昇（1910年9月－1984年3月4日），中華民國空軍二級上將，江蘇崇明人，原為醫科生，後有感於北伐而轉讀軍校，並曾在抗戰期間立下多起戰功，為著名空军飞行员，曾任空军总司令、中华航空公司董事长。擔任中華民國空軍總司令部副總司令期間與中華民國交通部主導中華航空成立。

## 生平
江苏医学院肄业，黄埔军校第6期，杭州筧橋中央航空学校第一期毕业，曾经远赴德国、意大利航空学校深造。航校毕业后初任学校教官以及蒋中正座机副驾驶、副队长及中队长。1938年与战友佟彦博等人驾驶美制B-10重型轰炸机携带百万份传单从武汉王家墩机场起飞，经停宁波栎社机场补充燃油，前往日本本土九州岛投撒日本反戰作家鹿地亘編譯的《中华民国全国民众告日本国民书》、《中华民国总工会告日本工人书》等日語宣传单并成功返回，得到国共两党的高度赞扬，全体机组成员獲国民政府晋升一级授予嘉奖。美国《生活》杂志六年后评论其为“先于美军吉米·杜立特将军轰炸日本本土的第一人”。1949年随蒋中正總統赴台，曾任总统府侍从室主任、空军总部主任、空军参谋长以及空军副总司令。1963年接任中华民国空军总司令。1967年卸任后担任中华航空董事长、中国国民党中央评议委员。1984年3月4日病逝于台北，享壽74岁。

## 荣誉

### 外国勋章奖章
- 白色航空功绩大十字奖章（西班牙语：Cruces del Mérito Aeronáutico）（西班牙，1964年11月19日批准[2]）